# Aesaria perseus
Aesaria perseus är en stekelart som beskrevs av John S. Noyes och Woolley 1994. Aesaria perseus ingår i släktet Aesaria och familjen sköldlussteklar. Inga underarter finns listade i Catalogue of Life.